# Melinaea tecta
Melinaea tecta är en fjärilsart som beskrevs av Richard Haensch 1909. Melinaea tecta ingår i släktet Melinaea och familjen praktfjärilar. Inga underarter finns listade i Catalogue of Life.